# Katarina Bivald
Katarina Bivald, född 28 juni 1983, är en svensk författare. Bivald debuterade 2013 med Läsarna i Broken Wheel rekommenderar. Boken blev en internationell bästsäljare och hade 2016 sålts i över 26 länder.

### Facklitteratur
- 2016 – Bivald, Katarina; Cardell, Anders. Lokal samverkan - ett relationsdrama : om lokal samverkan mellan föreningar och kommuner kring barn och ungas fritid. Stockholm: Sektor 3. Libris 19312560. ISBN 9789176115367.

### Skönlitteratur
- 2013 –  Läsarna i Broken Wheel rekommenderar. Stockholm: Forum. Libris 14008497. ISBN 9789137140469
- 2015 –  Livet, motorcyklar och andra omöjliga projekt. Stockholm: Forum. Libris 17457309. ISBN 9789137144412
- 2018 –  En dag ska jag lämna allt det här. Stockholm: Forum. Libris 22409824. ISBN 9789137152783

#### Berit Gardner-deckare
- 2022 –  Morden i Great Diddling. Stockholm: Forum. Libris 8p9qkn9w6p7l3w9s. ISBN 9789137503356
- 2023 –  Döden på Château des Livres. Stockholm: Forum. Libris 6nb3mtd94whsggtn. ISBN 9789137503370 (i pocket som Döden checkar in)
- 2023 - Dödligt nyår på Teneriffa. Pocket ISBN 9789137163970
- 2024 –  Liket på Tallholmen. Stockholm: Forum. Libris cwmwh78m9b8n49th. ISBN 9789137503394